# Linthe
Linthe é um município da Alemanha, situado no distrito de Potsdam-Mittelmark, no estado de Brandemburgo. Tem 29,55 km² de área, e sua população em 2019 foi estimada em 898 habitantes.